# فرهنگسرای رضوان
فرهنگسرای رضوان، میعادگاهی است معنوی برای اهل تفکر در فلسفه حیات و مرگ و تعلق در چرا و چگونه زیستن. عرصه‌ای است عبرت انگیز برای فاصله گرفتن از جنجال‌ها و هیاهوی زندگی روزمره شهری و تامل در ماهیت حیات ابدی پس  از مرگ و فهم عمیقتر اهمیت این امر در احکام الهی و آموزه‌های اسلامی و زندگی و تربیت و سرنوشت دنیوی و اخروی یکایک ما شهروندان به ویژه باز اندیشی در زندگی و هجرت سرخ بهترین‌های عصرها و نسل‌های ایران اسلامی و شهدای سرافراز انقلاب اسلامی
فرهنگسرای رضوان در تاریخ ۲۳ اسفند سال ۱۳۸۹ توسط دکتر محمد باقر قالیباف شهردار تهران و با هدف تحقق اهداف شهرداری تهران در راستای تبدیل بهشت‌زهرا (س) به قطب فرهنگی جنوب پایتخت و ارائه خدمات فرهنگی به شهروندان افتتاح شد .